# César Franck
Pour les articles homonymes, voir Franck.
César Franck, né le 10 décembre 1822 à Liège et mort le 8 novembre 1890 à Paris, est un professeur, organiste et compositeur belge, naturalisé français en 1870.
César Franck est l'une des grandes figures de la vie musicale française de la seconde partie du XIXe siècle. Sa musique incarne un fort renouveau harmonique au service de mélodies souvent très expressives s'épanouissant dans des structures formelles ambitieuses à l'instar de sa Symphonie en ré mineur.

## Biographie

### Origines et formations (1822-1842)

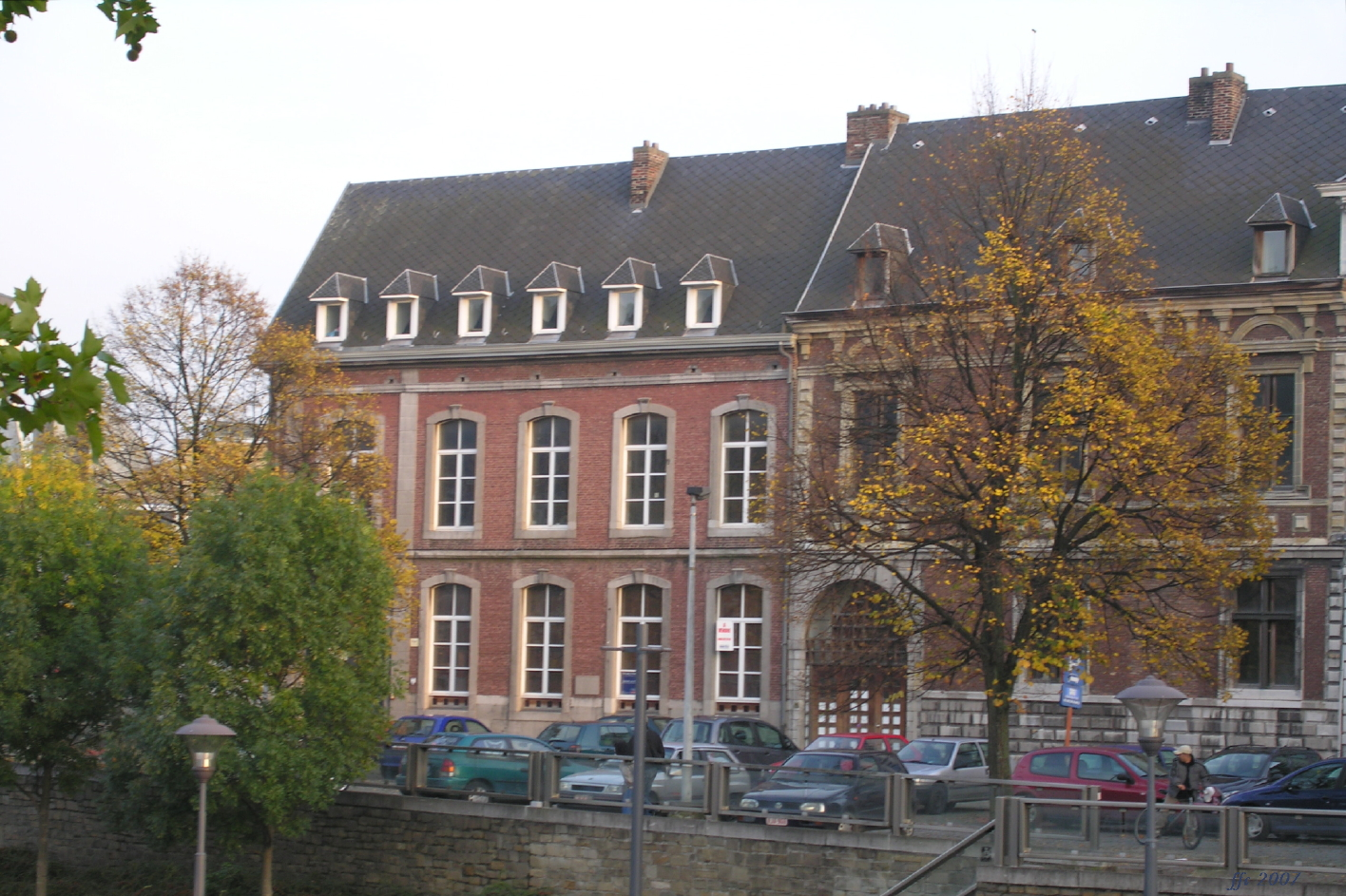
L'hôtel de Grady (à gauche sur la photo), maison natale de César-Auguste Franck, construite de 1780 à 1785, située au no 13 de la rue Saint-Pierre à Liège.

Fils de Nicolas-Joseph, un employé de banque né à Gemmenich près de l'actuelle frontière germano-néerlandaise et de Marie-Catherine-Barbe Frings, née à Aix-la-Chapelle, César Franck naît en plein centre de la ville de Liège à l'hôtel de Grady situé rue Saint-Pierre, le 10 décembre 1822. César-Auguste est le deuxième enfant du couple, mais son frère ainé, César-Hubert, est mort en bas âge quelques mois après sa naissance.
Doué pour le dessin, le jeune César désire faire une carrière dans les Beaux-Arts, mais son père préfère l'inscrire en 1830 au Conservatoire de Liège : César y étudie le piano et son frère cadet Joseph le violon, tous deux les seuls des cinq enfants de Nicolas-Joseph Franck non morts en bas âge.
Particulièrement brillant, César est déjà à onze ans en classe d'harmonie, et remporte l'année suivante, en 1834, les grands prix de solfège et de piano. La même année il se produit à Bruxelles au Palais royal devant Léopold Ier au cours d'une tournée organisée par son père en Allemagne et en Belgique. De 1833 à 1835, il fait des études d'harmonie chez Joseph Daussoigne-Méhul, un neveu d'Étienne Nicolas Méhul, qui a enseigné au Conservatoire de Paris. Encouragé par ses succès musicaux, son père organise, au printemps 1835, une série de concerts à Liège, à Bruxelles et à Aix-la-Chapelle. Il remporte alors qu'il a douze ans le premier prix du conservatoire de Liège, « ce qui fait naître les plus grandes espérances ».
La même année, la famille quitte le royaume de Belgique, créé en 1831, pour s’installer à Paris, no 22 rue de Montholon. Mais, le Conservatoire de Paris ne prenant pas d'élèves étrangers, son directeur Cherubini refuse l'entrée du jeune César, alors qu'il a accepté celle du Prussien Offenbach dans la classe de violoncelle un an plus tôt. Une demande de naturalisation est alors déposée pour le père de César Franck au ministère de l'Intérieur.
En attendant, César Franck prend des cours particuliers de piano avec Pierre-Joseph-Guillaume Zimmerman et de contrepoint avec Antoine Reicha, qui avait été notamment le professeur de Berlioz, Liszt et Gounod. Le 17 novembre 1835, il donne un concert au Gymnase musical, concert dont aucun critique ne parlera, malgré l'annonce publicitaire publiée par son père : « [...] Les premiers artistes de Paris s'accordent dans l'éloge qu'ils font de ce talent précoce, et nous pensons que le jeune César Franck est destiné à se faire avant peu un nom dans le monde musical [...] »
En mai 1837, César Franck se produit dans les salons du facteur de piano Pape, en première partie des célébrités Alkan et Liszt. En novembre, son père reçoit sa naturalisation, ce qui permet à César Franck d'entrer au Conservatoire de Paris, élève de Zimmermann pour le piano, et d'Aimé Leborne pour la fugue et le contrepoint.
Il y remporte d’abord, en 1838, le premier prix de piano de manière extraordinaire, comme le relate la presse de l’époque : « Après avoir décerné tout d’une voix le premier prix à M. Franck, le jury est de nouveau entré en délibération, et M. Cherubini est venu dire : "Le jury ayant décidé que M. Franck était hors ligne, personne ne devant partager avec lui, on donnera un second premier prix à ceux qui auront mérité le prix ordinaire. [...] Ce qui a motivé l’espèce de grand prix d’honneur, qu’on a accordé à M. Franck, concourant pour la première fois, c’est, outre sa brillante exécution, la manière ferme et sûre dont il a déchiffré et transposé le morceau que les exécutants sont obligés de jouer à première vue. Le jeune artiste qui a ainsi doublé les difficultés du concours, méritait à juste titre d’être distingué… " ». César Franck avait superbement joué le difficile concerto en si mineur de Hummel, mais avait surtout transposé à vue le morceau imposé de si bémol à do.
En janvier 1839, Franck est invité à jouer ses premières compositions, dont le premier Trio, dans le salon privé du célèbre facteur de piano Erard, et en février 1840, il interprète son nouveau Trio en fa dièse mineur (dédié à Liszt) dans les salons de Pape : César y est au piano, son frère Joseph au violon et François-Émile Rignault au violoncelle.
Le jeune César Franck obtient le premier prix de contrepoint en juin 1840, et en octobre il s'inscrit dans la classe d'orgue de François Benoist selon les conseils de son père désireux de lui assurer une sécurité financière dans une paroisse. Mais en 1841, il n'y remporte que le second prix et seulement après que son professeur est intervenu auprès du jury qui, n'ayant pas compris grand chose à l'improvisation complexe de César Franck, avait choisi de ne pas le récompenser.
Son père étant désireux de le voir embrasser une carrière de pianiste virtuose, il doit quitter contre son gré le conservatoire en 1842, sans avoir eu l'occasion de participer au prestigieux prix de Rome.

### Début de carrière (1843-1857)
De retour à Liège, Franck se consacre à la composition. Son père fait publier ses trios op. 1 en 1843 chez Schlésinger à Leipzig. En compagnie de son frère Joseph, César Franck donne aussi une série de concerts en Belgique, en Allemagne et en France, assistés par leur père qui fait également office d’impresario. Après une tournée dans son pays natal, Franck retourne à Paris où il donne des leçons de piano, contrepoint, harmonie et fugue. Sous la pression de son père, il commence aussi la rédaction de son oratorio Ruth qu'il interprète chez Erard devant une assistance choisie à grands frais de relations publiques : Meyerbeer, Moscheles, Spontini, Pixis et Liszt. Enthousiasmé, Franz Liszt propose son aide à Franck pour lui faire rejouer la pièce dans la grande salle des concerts du Conservatoire, devant un public conquis.

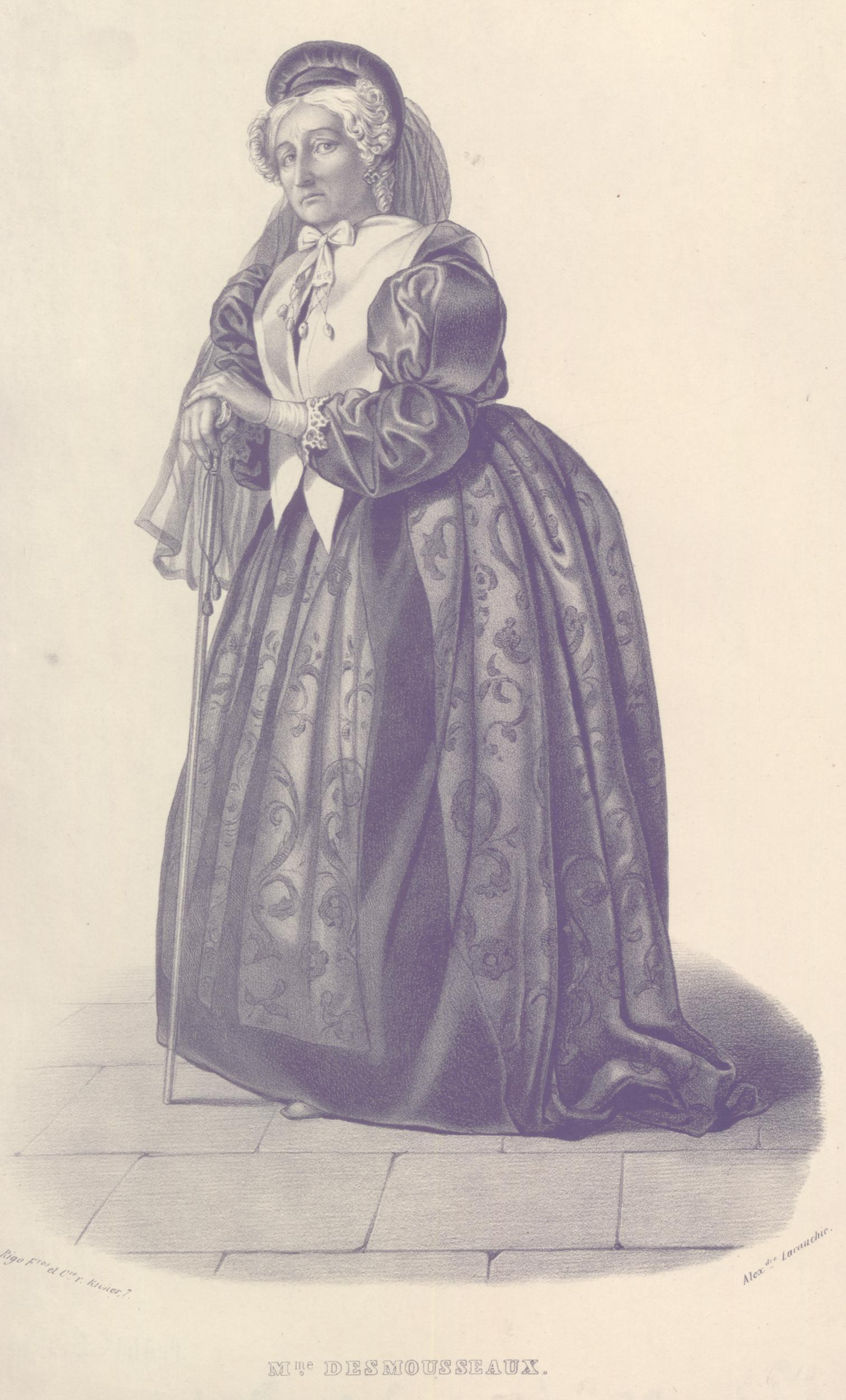
Mme Desmousseaux.

En 1844, César Franck donne chez elle des leçons de chant à Madame Desmousseaux, sociétaire de la Comédie-Française, et commence l'éducation musicale de sa fille Eugénie Félicité Caroline pour laquelle il écrit, en cachette, la mélodie L'ange et l'enfant. Mais, cela ne plaît guère à son père qui préférerait le voir écrire des oratorios pour se faire connaître auprès du public parisien. Après une violente dispute entre le père et le fils, Mme Desmousseaux propose à César Franck de composer chez elle à sa guise. Il rompt définitivement avec son père quand ce dernier s'oppose à son projet de mariage avec Félicité, refusant de voir son fils épouser « une fille de saltimbanque ». L'union sera pourtant célébrée à Paris le 22 février 1848, alors que débute la révolution, et en novembre naîtra Georges-César, premier des quatre enfants du couple et futur agrégé de lettres, lequel sera surnommé « Barricade » en souvenir des événements de sa conception.
En 1845, le jeune homme compose un poème symphonique, Ce qu'on entend sur la montagne, et travaille à un opéra, Le Valet de la ferme.

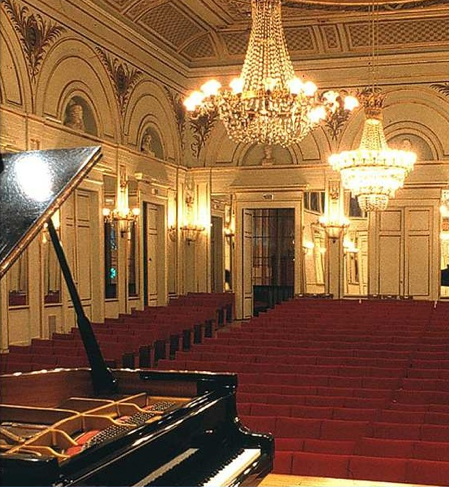
Salle de l'Institut à Orléans.

De 1845 à 1863, il participe à tous les concerts de musique de chambre de l'Institut musical d'Orléans en tant que pianiste accompagnateur. Une plaque le relate dans le hall de la salle de l'Institut, au bas du conservatoire à rayonnement départemental d'Orléans.

En 1853, après un passage à l'église Notre-Dame-de-Lorette, il devient organiste à l’église Saint-Jean-Saint-François du Marais où l'abbé qui avait célébré son mariage vient d'être nommé curé de la paroisse. L'église possède un orgue moderne conçu par un jeune facteur d'orgue de Montpellier Aristide Cavaillé-Coll. Avec ses registres rappelant des instruments tel le cor anglais, la clarinette, le hautbois, Franck en dira : « C'est un orchestre. » Inspiré par le jeu de Jacques-Nicolas Lemmens, il perfectionne son jeu de pédales et développe ses techniques d'improvisation.

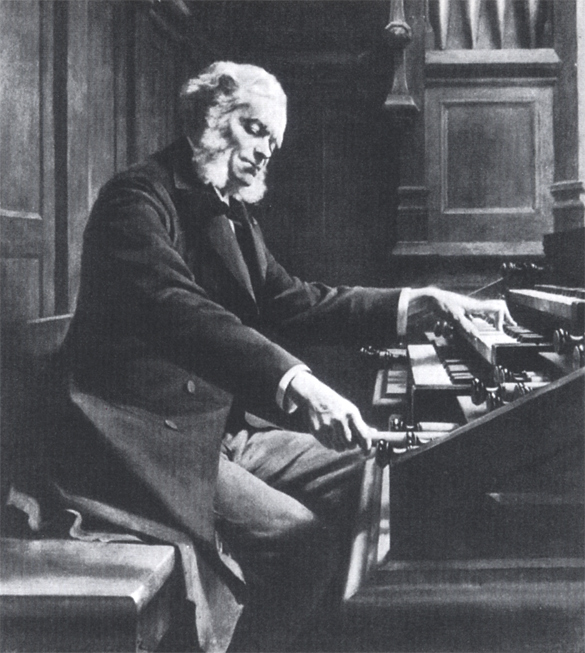
César Franck à l'orgue de Sainte-Clotilde.

En 1858, César Franck devient l'organiste de la nouvelle église Sainte-Clotilde où il inaugure un autre instruments de Cavaillé-Coll. Il en restera le titulaire jusqu'à sa mort. Ses talents d'improvisateur et d'interprète des pièces d'orgue de Bach lui assurent une reconnaissance comme un maître d'exception. Cependant, ses œuvres de cette époque, telles la Messe en la pour orgue, soprano, ténor et basse avec accompagnement de harpe et de violoncelle, ainsi que ses accompagnements de cantiques sonnent démodés.

### Les œuvres de maturité (1862-1888)
En 1862, encouragé par les six préludes et fugues publiés par son frère Joseph, César Franck trouve enfin sa voie avec ses six pièces pour grand orgue dont les timbres, les thèmes, les harmonies et les fugues feront dire à Liszt que Franck « est l'égal de leur maître à tous, le grand Jean-Sébastien Bach ». Cette reconnaissance permet à César Franck de devenir « l'inaugurateur » attitré de chaque nouvel orgue des paroisses parisiennes.
Durant le siège de 1870, César Franck accueille chez lui amis et élèves et compose une Ode à Paris. Sous la Commune de 1871, il prépare la Société nationale de musique chargée de mettre en place le renouveau de l'art français. Franck en sera président en 1886 jusqu'à sa mort.
En octobre 1871, Franck fait jouer son oratorio Ruth dans un concert de charité au bénéfice des sinistrés d'un quartier incendié de Saint-Cloud : la critique reconnaît alors un chef-d'œuvre composé il y a vingt-cinq ans par un compositeur hors du commun. Par ailleurs, la renommée de ses six pièces pour orgue lui permettent de décrocher le poste de professeur d'orgue au Conservatoire de Paris en remplacement de François Benoist qui y officie depuis cinquante ans. Pour l'obtenir, il doit d'abord devenir citoyen français. Il prend officiellement possession de sa classe en février 1872, un mois après la mort de son père. Il comptera parmi ses nombreux élèves Castillon, Duparc, Fumet, Bréville, Bordes, Vincent d'Indy, son futur biographe, ou encore la compositrice Marie Renaud-Maury, première femme lauréate du premier prix des classes de composition du Conservatoire de Paris en 1876. Nombreux sont les élèves qui quittent les classes de Guiraud, Thomas, Delibes ou Massenet pour rejoindre celle de Franck où ils ont la liberté de « faire de la musique, même dans les devoirs de classe » et où leur professeur ponctue ses corrections orales d'un « Au Conservatoire, on ne se permet pas cela, mais moi j'aime bien ! ».
En 1878, César Franck se fait applaudir à l'orgue Cavaillé-Coll du palais du Trocadéro, construit pour l'Exposition universelle : à côté de pièces improvisées, il y joue ses Trois pièces pour grand orgue composées pour cette occasion.

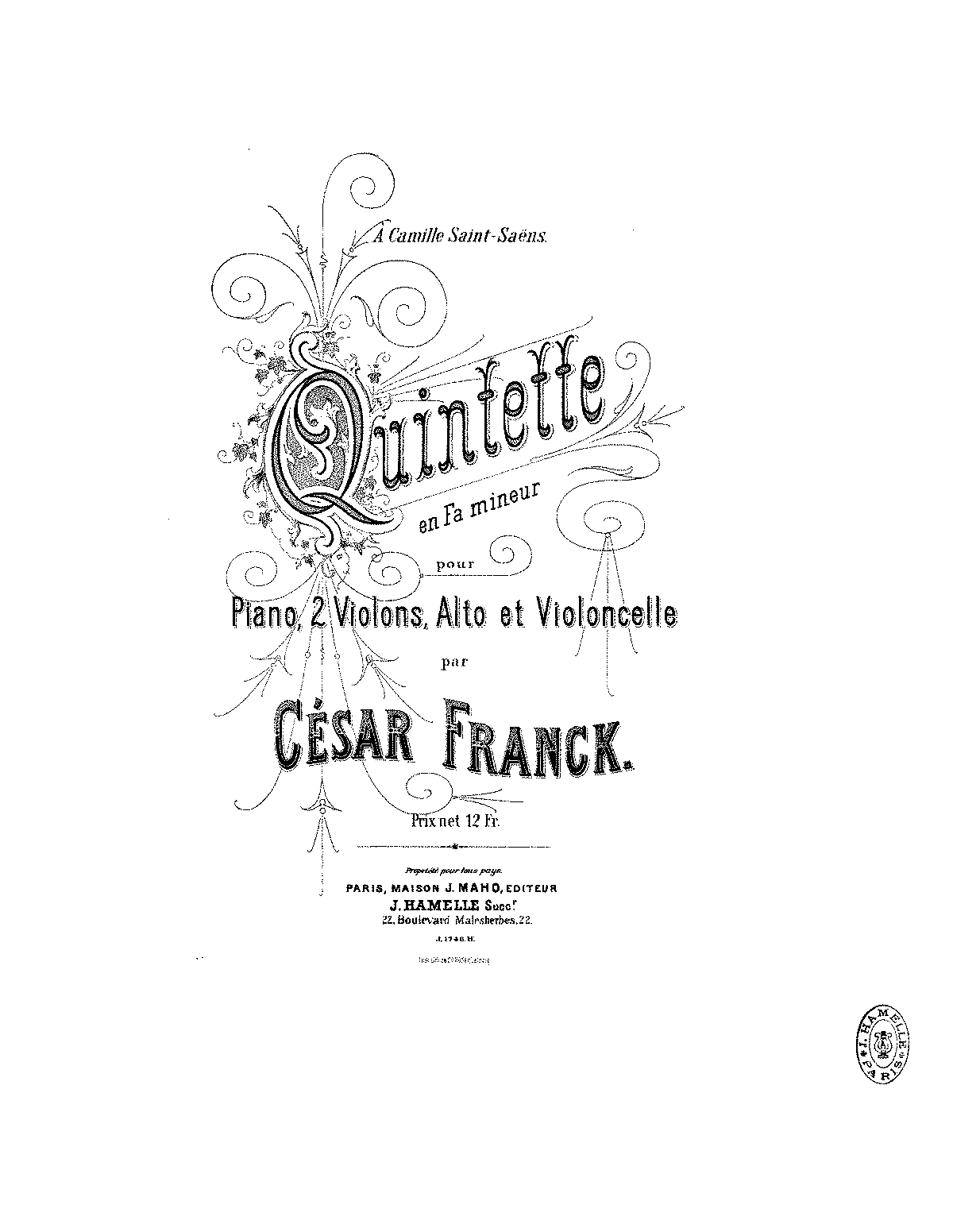
La couverture de la partition du Quintette dédié à Saint-Saëns.

En 1879, il termine son oratorio Les Béatitudes sur lequel il travaille depuis une dizaine d'années. L'œuvre, sur un livre de Mme Colomb, apporte des nouveautés par l'utilisation d'un thème cyclique constamment transformé par l'harmonie, la mélodie et le rythme. La même année, il compose le Quintette pour piano et cordes en fa mineur qui est créé le 17 janvier 1880 lors d'une soirée de la Société nationale de musique à la salle Gaveau : la pièce est chaleureusement applaudie par le public qui la redemande, alors que son dédicataire, Saint-Saëns, quitte jalousement la pièce en laissant la partition manuscrite en évidence sur le pupitre. Le Quintette est rejoué le 2 mai suivant devant de mêmes spectateurs enthousiastes, mais aussi de détracteurs comme Ambroise Thomas, auxquels Chabrier rétorque : « qu'à côté du Quintette, leur musique n'est que de la sous-merde... ».
Au début de l'année 1881, César Franck finit de composer l'oratorio Rebecca, pour solistes, chœur et orchestre, très applaudi lors de la création le 15 mars. À la fin de l'année, il est lauréat du prix Chartier de l'Institut pour sa production de musique de chambre, et il termine le poème symphonique Le Chasseur maudit qui sera créé à la Société nationale le 31 mars 1883.
En 1884, Ernest Chausson organise deux concerts pour honorer César Franck, qui se voit récompensé par les Palmes académiques, ce qui déçoit Gabriel Fauré. À l'été, Franck compose le poème symphonique Les Djinns pour orchestre et piano, d'après Les Orientales de Victor Hugo, et dans lequel le piano tient un rôle à la fois mélodique et percussif qui inspirera Stravinski. Et la même année, Franck écrit le Prélude, choral et fugue pour piano, héritier à la fois de Bach et Beethoven, avec un canon final rassemblant les thèmes du prélude et du choral. L'œuvre reçoit un accueil triomphal lors de sa création le 24 janvier 1885 par sa dédicataire, la pianiste Marie Poitevin : le musicologue Norbert Dufourcq y verra « les assises de toute la littérature pianistique française ».

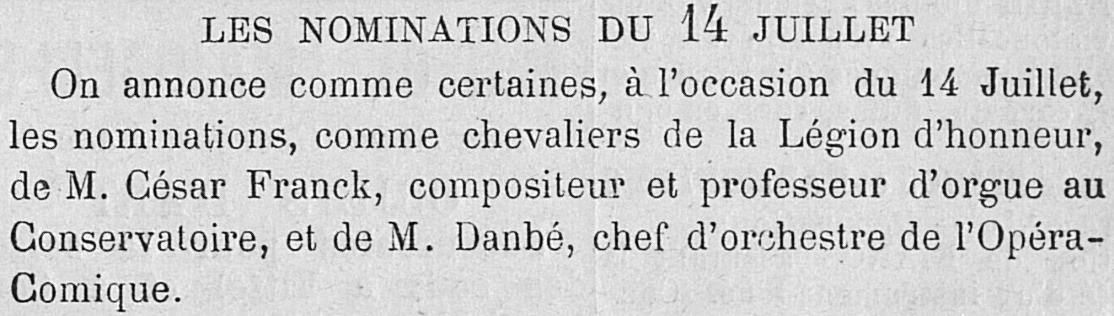
Nominations de César Franck et de Jules Danbé au grade de chevalier de la Légion d'honneur le 14 juillet 1885.

À l'occasion des festivités du 14 juillet 1885 sont annoncées les nominations de César Franck et de Jules Danbé, chef d'orchestre de l'Opéra-comique, au grade de chevalier de la Légion d'honneur. La nouvelle est confirmée par décret du 6 août.
Cette même année 1885 voit la composition des Variations symphoniques pour piano et orchestre, pièce créé le 1er mai 1886 à Paris : Franck lui-même est à la direction d'orchestre et la partie de piano est jouée par Louis Diemer. La pièce, dont les deux thèmes ne sont pas exposés dès le début, comme dans les variations composées par Mozart, Beethoven, Brahms ou Liszt, mais construits petit à petit par les variations, est ovationnée à sa première. Maurice Emmanuel en dira : « Dans la littérature pianistique, ces pages sont un monument neuf. [...] Cela ne saurait se décrire mais il faut l'évoquer. Franck a écrit cet ouvrage à soixante-trois ans. »

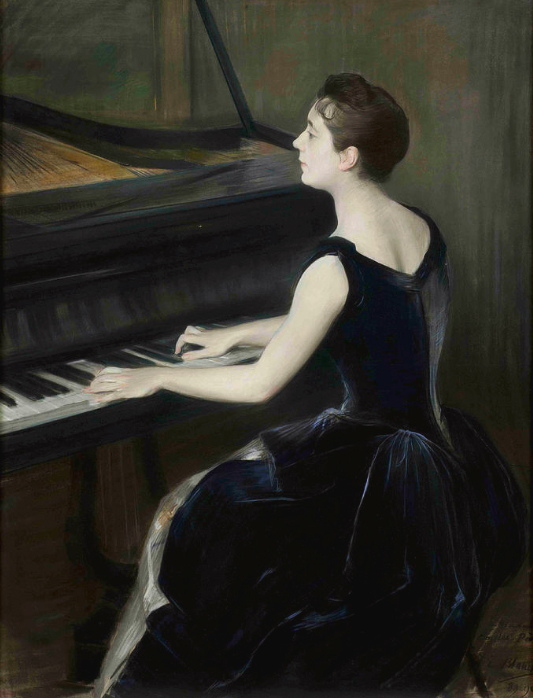
Portrait de Marie-Léontine Bordes-Pène, par Jacques-Émile Blanche.

À l'été 1886, César Franck compose la Sonate pour violon et piano qui est créée le 16 décembre au Cercle artistique de Bruxelles : le dédicataire Eugène Ysaye est au violon et Marie-Léontine Bordes-Pène, belle-sœur d'un élève de Franck, au piano. Constituée de trois thèmes, l'œuvre est en quatre mouvements au lieu des trois traditionnels de la sonate baroque.
Durant cette même année 1886, Franck commence la composition du poème symphonique Psyché qui ne sera créé que le 10 mars 1888 à la Société nationale, son épouse trouvant le thème mythologique d'origine beaucoup trop sensuel. Deux mois plus tard, le 12 mai, est créé le Prélude, aria et final pour piano, tenu une nouvelle fois par Mme Bordes-Pène. Cependant, la pièce n'a pas autant de succès que le Prélude, choral et fugue, car jugée « ennuyeuse et soporifique ». Très difficile d'interprétation, elle nécessite de la part du pianiste non seulement de la virtuosité, mais qu'il fasse aussi preuve d'analyse rigoureuse et soit capable de doser les plans sonores pour atteindre la clarté polyphonique facilement obtenue avec les registres de l'orgue, qualités que ne possédait sans doute pas Mme Bordes-Pène.

### Les dernières années (1888-1890)

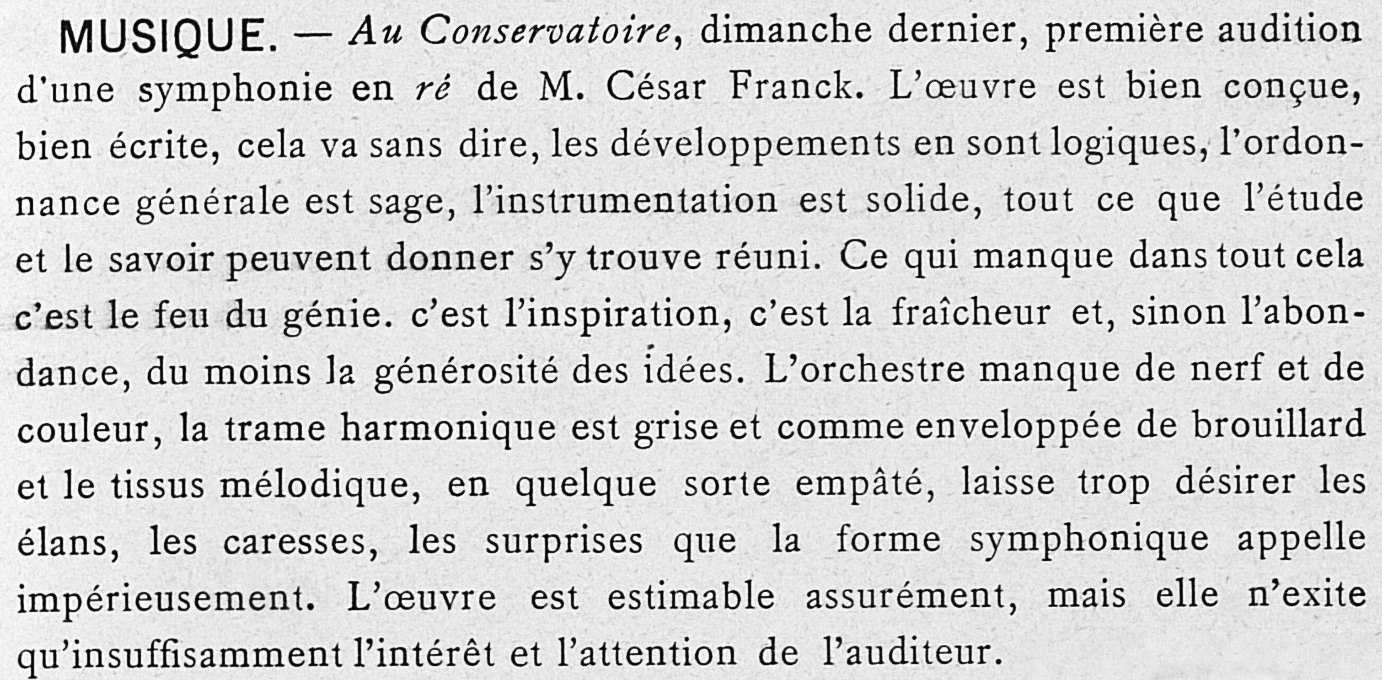
Critique de la Symphonie en ré mineur lors d'un concert au Conservatoire de Nancy le 25 février 1889.

En 1888, César Franck a soixante-six ans : levé à cinq heures et demie, il donne son premier cours particulier une heure plus tard au Conservatoire. Il assure toujours son service à Sainte-Clotilde, se produit en concert et compose ses dernières œuvres. Ainsi, à l'été, il achève son unique symphonie, qu'il dédie à son élève et ami Henri Duparc. La Symphonie en ré mineur est ensuite créée le 17 février 1889 dans la grande salle de concert du Conservatoire sous la direction de Jules Garcin. Ses détracteurs sont alors déchaînés : le critique Camille Bellaigue, Ambroise Thomas qui se perd dans les modulations ou Charles Gounod qui y entend « le contraire de la musique ».
Le 19 avril 1890, le Quatuor à cordes en ré majeur de Franck est créé à la Société Nationale : la pièce, ovationnée par le public, sera suivie de deux rappels. Le lendemain, César Franck en dira : « Le public commence enfin à me comprendre. »
Au début du mois de mai 1890, César Franck est victime d'un accident de la circulation à Paris. Alors qu'il se rend chez un ami pianiste, son fiacre est heurté par un omnibus, ce qui occasionne au musicien une blessure au côté droit. Franck prend alors un peu de repos, mais continue de composer. Il crée de la sorte les Trois chorals pour orgue, sa dernière œuvre, reprenant un genre abandonné depuis Bach, mais de forme totalement modifiée : comme dans les Variations symphoniques, les thèmes sont développés au fil des variations pour laisser apparaître le « vrai choral » dans les dernières mesures. Franck met la touche finale au 3e choral à la fin de septembre. Le 18 octobre, il donne son dernier cours au Conservatoire et deux jours plus tard une pleurésie lui est diagnostiquée. Si le musicien semble se remettre, la progression de l’emphysème du poumon, dont il est atteint, ne manque pas d'inquiéter son médecin. Un nouveau traitement est tenté, mais l'état de santé du patient s'aggrave début novembre. A-t-il pu se rendre à son orgue de Sainte-Clotilde pour y jouer ses trois Chorals ? La question reste entière.

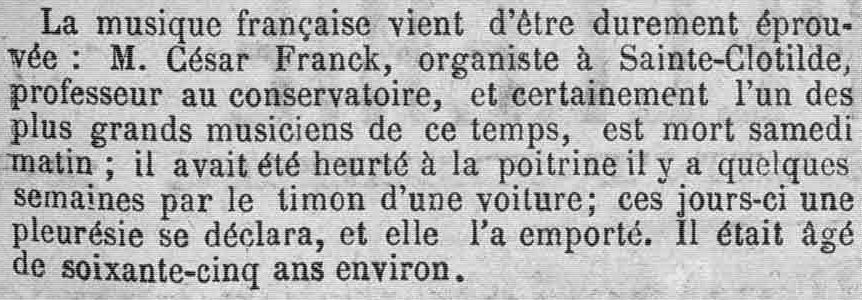
Annonce de la mort de César Franck dans l'Est Républicain du 11 novembre 1890.

Le 7 novembre 1890, les facultés intellectuelles de César Franck sont troublées pendant des heures par une idée de fugue. Il s’éteint au milieu des siens le lendemain à cinq heures du matin, au no 95 du boulevard Saint-Michel où il résidait depuis 1865. Le surlendemain, Chabrier lui rend un long hommage au cimetière de Montrouge, lequel se termine par « Adieu, Maître ». Sa dépouille est ensuite transférée au cimetière du Montparnasse en septembre 1891. Sa seconde sépulture, due à Émile Bois, comporte un médaillon réalisé par Auguste Rodin. 

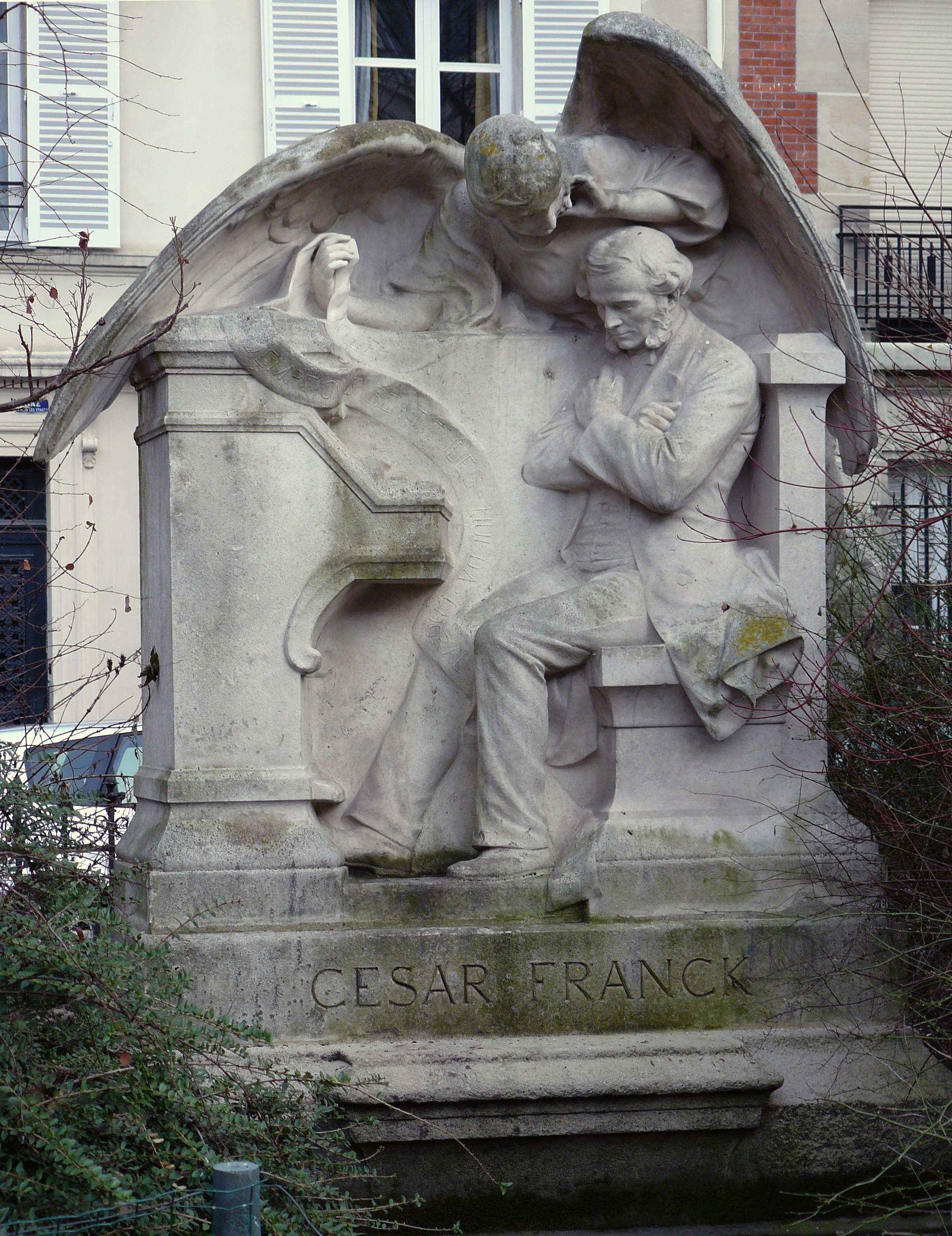
Monument à César Franck au square Samuel-Rousseau.

Un monument à la gloire de César Franck, sculpté en 1891 par Alfred Lenoir, est inauguré le 22 octobre 1904, dans le square Samuel-Rousseau à Paris, en face de Sainte-Clotilde, par des discours de Vincent d'Indy et de Justin Germain Casimir de Selves, préfet de la Seine, qui les remettent à la ville de Paris. À l'issue de la cérémonie, l'assistance se rend à l'église Saint-Clotilde où les principales œuvres du défunt organiste sont jouées.

## Postérité
Plusieurs établissements et voies portent son nom en France ainsi qu'en Belgique, dont une rue César Franck à Liège, sa ville natale, baptisée en 1894.
En 1900, une rue César-Franck est ouverte dans le 15e arrondissement de Paris sur l’emplacement de l’ancien abattoir de Grenelle.
Il existe également une rue César-Franck à Créteil, Saint-Germain-en-Laye, Marseille, Rouen, Le Havre, Fontenay-le-Fleury, Colmar, Roubaix, Amiens, Vandœuvre-lès-Nancy, Lille, Mons-en-Barœul, Claye-Souilly, Perpignan, Fosses, Saint-Martin-des-Champs, Talence, Orléans, Avignon, Douai, Thorigné-Fouillard, La Chapelle-Saint-Mesmin,Châteaubriant.
Le 2 janvier 1935 est ouverte à Paris l'École César-Franck, dans laquelle des cours de musique seront donnés jusqu'à sa fermeture en 1981.
Par ailleurs, il existe trois collèges César-Franck : à Paris, Palaiseau et Amiens.
Enfin, un astéroïde de la ceinture principale découvert en 1990 porte le nom de (4546) Franck en hommage au compositeur.

## Domiciles de César Franck à Paris

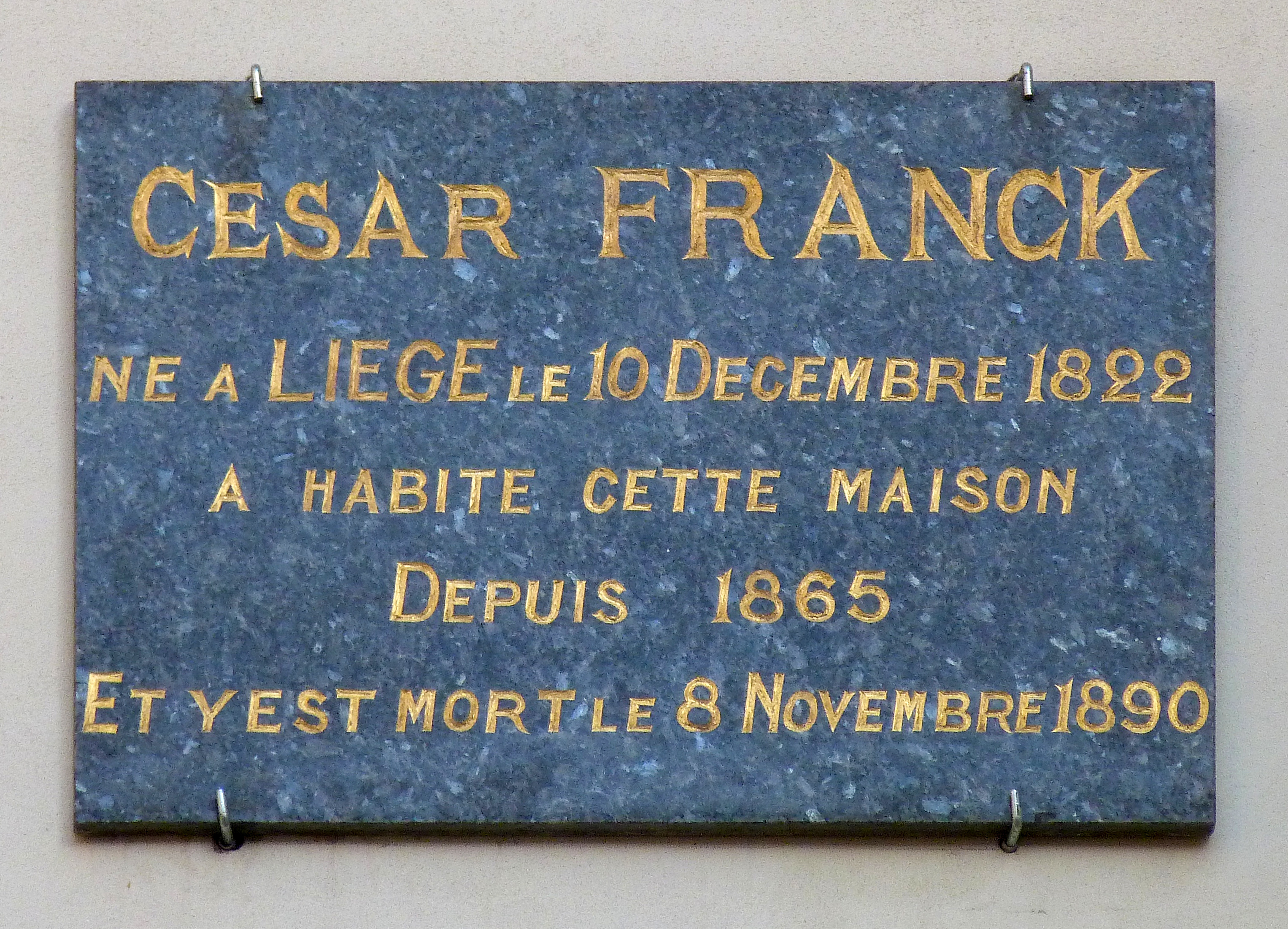
Plaque apposée au no 95 du boulevard Saint-Michel, où est mort César Franck.

En 1835, lorsque Nicolas Franck s'installe à Paris avec ses fils César et Joseph, ils logent 22, rue de Montholon. Les logements suivants sont situés 6, rue de Trévise et 13, rue Laffitte. Lors du retour à Paris, en 1844, la famille Franck s'installe au 15, rue La Bruyère. Le dernier domicile de César Franck est, à partir de 1865 et jusqu'à sa mort en 1890, un rez-de-chaussée au 95, boulevard Saint-Michel.

## Influence
L'influence de Franck a été déterminante dans le domaine de la musique de chambre tout d'abord, dont il a été le rénovateur en introduisant le principe de la forme cyclique qui, par la résurgence des thèmes d'un mouvement à l'autre et leur superposition dans le volet final, assure une grande cohérence à la structure compositionnelle.

## Décorations
- Chevalier de la Légion d'honneur (6 aout 1885).
- Chevalier de l'ordre des Palmes académiques

## Famille et descendance
Le père de César Franck, Nicolas-Joseph, né à Gemmenich le 29 mai 1794 et mort à Aix-la-Chapelle le 22 janvier 1871, est commis d'écriture dans une banque. Sa mère est Catherine Frings, née à Aix-la-Chapelle, le 4 décembre 1788 et morte à Paris le 21 juillet 1860.
Le couple a eu cinq enfants, dont trois morts en bas âge, tous nés et décédés à Liège : César-Hubert, né le 13 juillet 1821 et mort le 9 juillet 1822, à l'âge de onze mois ; Arnold ; né le 29 septembre 1824 et mort le 22 novembre 1824, à l'âge d'un mois ; Rosalie, née le 18 juin 1828 et morte le 11 janvier 1831, à l'âge de deux ans.
Le frère cadet de César, Franck Joseph, né à liège le 31 octobre 1828 et mort à Issy le 20 novembre 1891, a beaucoup de qualités musicales en tant qu'organiste, violoniste et compositeur. En particulier, il est titulaire des orgues de l'église Saint-Thomas d'Aquin à Paris, sur lesquels il donne des concerts très appréciés. Il est marié à Élisa Flore Béchelé avec lequel il a eu un fils, Édouard, également professeur de musique.
De son union avec Félicité Saillot (1822-1890), César Franck a quatre enfants (tous nés et morts à Paris), mais aucun d'entre eux ne fera de la musique son métier : Georges (1848-1910), professeur d'histoire enterré au cimetière de Sceaux ; Marie-Josèphe (1849-1850), morte à onze mois ; Germain (1858-1912), chef de bureau des Chemins de fer ; Paul-Eugène (1856-1859), mort à deux ans.
Il faudra attendre Thérèse Chopy-Franck (1882-1971), sa petite fille (fille de Georges et épouse de Jean Chopy), professeure de piano, pour revoir un membre de la famille Franck pratiquer la musique professionnellement. Notamment, en 1946 et 1947, elle cède à la bibliothèque nationale de France un grand nombre de documents de son grand-père, y compris des manuscrits autographes, et les livres qu'il avait possédés. À la suite de ce don, la bibliothèque établit le fonds César Franck.

## Œuvres principales
La plupart des œuvres de César Franck semblent avoir été publiées de son vivant, mais seules 21 œuvres ont reçu un numéro d'opus de l'éditeur. Les œuvres publiées ont été cataloguées par Wilhelm Mohr dans son Franck-Werk-Verzeichnis (FWV). Mohr a divisé les compositions de Franck en deux groupes principaux : Œuvres instrumentales, M. 1-48, et Œuvres vocales, M. 49-91, et les a classées par genre et, dans chaque genre, par date de composition. Le catalogue CFF (César Franck Fauquet; publié en 1999), compilé par Joël-Marie Fauquet, contient des détails sur presque toutes les œuvres connues de Franck, dont beaucoup ne sont pas répertoriées par Mohr.
Franck a commencé la numérotation des opus à deux reprises (en tant qu'enfant prodige, puis au début des années 1840). Fauquet proposa d'écrire les numéros antérieurs avec un 0 préfixé (par exemple, le Deuxième grand Concerto est marqué op. 011 au lieu d'op. 11).
En 2022, une édition critique en huit volumes des œuvres complètes pour orgue et harmonium de Franck a été publiée par Lyrebird Music (Richard Brasier, éditeur), qui suit le catalogue CFF et contient des compositions inédites.

### Musique orchestrale
- Deuxième grand concerto, op. 011 (piano et orchestre, 1836), CFF 135
- Rédemption (1874). FWV 52 / CFF 184
- Les Éolides (1876) FWV 43 / CFF 127
- Le Chasseur maudit (1882) FWV 44 / CFF 128
- Les Djinns (1884) FWV 45 / CFF 136
- Variations symphoniques (piano et orchestre, 1885) FWV 46 / CFF 137
- Psyché (1886–1888), FWV 47 / CFF 129
- Symphonie en ré mineur (1887–1888) FWV 48 / CFF 130

### Musique de chambre
- Grand trio, op. 6 (violon, violoncello et piano, 1834), CFF 108
- Trois Trios concertants, op. 1 (violon, violoncello et piano) :
  - Trio (1841), FWV 1 / CFF 111
  - Trio (« Trio de salon », 1841), FWV 2 / CFF 112
  - Trio (1842), FWV 3 / CFF 113
  - Trio concertant, op. 2, en si mineur (FWV 4 / CFF 114
- Trio concertant, op. 2 (violon, violoncello et piano, 1842), FWV 4 / CFF 114[41]
- Duo, op. 14 (violon et piano, 1844), FWV 6 / CFF 117
- Quintette (piano et cordes, 1879), FWV 7 / CFF 121
- Sonate (violon ou violoncelle et piano, 1886), FWV 8 / CFF 123
- Quatuor à cordes (1889) FWV 9 / CFF 124

### Musique pour piano
- Eglogue, op. 3 (1842), FWV 11 / CFF 10
- Premier Grand Caprice, op. 5 (1843), FWV 13 / CFF 11
- Souvenirs d’Aix-la-Chapelle, op. 7 (1843), FWV 14 / CFF 12
- Prélude, Choral et Fugue (1884), FWV 21 / CFF 24
- Prélude, Aria et Final (1887), FWV 23 / CFF 26

### Musique religieuse

#### Oratorio
- Ruth (1846), FWV 51 / CFF 179
- Les Sept Paroles du Christ en croix (1859), CFF 180. Longtemps inconnue, cette œuvre non cataloguée, dont le manuscrit autographe a fait l'objet d'une acquisition par la Bibliothèque de l'Université de Liège en 1955, faisait partie d'une collection privée. Selon une indication autographe de César Franck, la composition en fut achevée le 14 août 1859, à l'époque où, après avoir assuré la charge de maître de chapelle, il était devenu le premier organiste titulaire de l'église Sainte-Clotilde à Paris. Pourtant la chronique de cette paroisse ne fait aucune mention d'une exécution de cette œuvre. Les indications manuscrites ne laissent cependant aucun doute sur l'intention de l'auteur, de faire donner son œuvre dans un cadre liturgique durant la Semaine Sainte, entrecoupée de lectures, prières ou méditations.
- Les Béatitudes (1881), FWV 53 / CFF 185

#### Messes
- Messe solennelle (1858), FWV 59 / CFF 202
- Messe, op. 12 (1860), FWV 61 / CFF 203[42]

#### Motets
- Quare fremuerunt gentes, offertoire pour la fête de Sainte Clothilde (1871), FWV 67 / CFF 215

#### Autres
- Fugues Vocales, un recueil manuscrit de 309 pages de la main de l'auteur.

### Musique pour orgue
- Six Pièces d'orgue (première édition en 1868 / édition révisée en 1880) :
  - Fantaisie, op. 16 (1863), FWV 28 / CFF 53[43]
  - Grande Pièce Symphonique, op. 17 (1863), FWV 29 / CFF 98
  - Prélude, Fugue et Variation, op. 18 (1864), FWV 30 / CFF 30b[44]
  - Pastorale, op. 19 (1863), FWV 31 / CFF 99
  - Prière, op. 20 (1860), FWV 32 / CFF 100
  - Final, op. 21 (1864), FWV 33 / CFF 101
- Trois Pièces (publiées en 1883) :
  - Fantaisie (1878), FWV 35 / CFF 102
  - Cantabile (1878), FWV 36 / CFF 103
  - Pièce Héroïque (1878), FWV 37 / CFF 104
- Trois chorals (publiés en 1892) :
  - Choral I (1890), FWV 38 / CFF 105
  - Choral II (1890), FWV 39 / FF 106
  - Choral III (1890), FWV 40 / CFF 107

### Opéras
- Stradella (opéra en trois actes, 1841), CFF 229
- Le Valet de ferme (opéra comique en trois actes, 1851–1853), CFF 230
- Hulda (opéra en quatre actes et épilogue, 1882–1885), FWV 49 / CFF 231
- Ghiselle (drame lyrique en quatre actes, 1888–1890), FWV 50 / CFF 232[45]